# Cassida nepalica
Cassida nepalica es un coleóptero de la familia Chrysomelidae.
Fue descrita científicamente en 1997 por Medvedev.